# Wołodymyr Bielajew (sztangista)
Wołodymyr Mikołajowycz Bielajew (ukr. Володимир Миколайович Бєляєв; ur. 24 września 1940 w Kijowie, zm. 7 maja 2020 tamże) – ukraiński sztangista reprezentujący Związek Socjalistycznych Republik Radzieckich, srebrny medalista olimpijski, medalista mistrzostw świata oraz mistrzostw Europy w podnoszeniu ciężarów.

## Osiągnięcia

### Letnie igrzyska olimpijskie
- Meksyk 1968 –  srebrny medal (waga lekkociężka)

### Mistrzostwa świata
- Berlin 1966 –  złoty medal (waga lekkociężka)
- Meksyk 1968 –  srebrny medal (waga lekkociężka) – mistrzostwa rozegrano w ramach zawodów olimpijskich

### Mistrzostwa Europy
- Berlin 1966 –  złoty medal (waga lekkociężka)

### Mistrzostwa Związku Radzieckiego
- 1962 –  srebrny medal (waga średnia)
- 1963 –  brązowy medal (waga średnia)
- 1964 –  srebrny medal (waga średnia)
- 1965 –  srebrny medal (waga średnia)
- 1968 –  brązowy medal (waga lekkociężka)
- 1969 –  srebrny medal (waga lekkociężka)

### Letnia Spartakiada Narodów ZSRR
- 1963 –  brązowy medal (waga średnia)

### Rekordy świata
- Tbilisi 08.06.1962 – 137,5 kg w podrzucie (waga średnia)
- Wielkie Tyrnowo 27.12.1962 – 138 kg w podrzucie (waga średnia)
- Podolsk 29.08.1963 – 138,5 kg w podrzucie (waga średnia)
- Kowno 22.11.1963 – 140,5 kg w podrzucie (waga średnia)
- Kijów 27.01.1964 – 175,5 kg w rwaniu (waga średnia)
- Odessa 27.06.1964 – 176 kg w rwaniu (waga średnia)
- Kijów 17.07.1964 – 176,5 kg w rwaniu (waga średnia)
- Sofia 10.06.1965 – 141 kg w podrzucie (waga średnia)
- Zaporoże 17.10.1965 – 178,5 kg w rwaniu (waga średnia)
- Berlin 19.10.1966 – 480 kg w trójboju (waga lekkociężka)
- Berlin 19.10.1966 – 485 kg w trójboju (waga lekkociężka)
- Meksyk 24.02.1968 – 150,5 kg w rwaniu (waga lekkociężka)